# Koldusopera (Gay)
A Koldusopera (angol címén The Beggar’s Opera) John Gay műve alapján készült, zenéjét részben Gay, részben Johann Christoph Pepusch állította össze. A háromfelvonásos szatirikus darab ősbemutatója 1728-ban volt, mely megteremtette az angol ballad opera műfaját. A darab első magyarországi bemutatója a Magyar Állami Operaházban volt, 1975. január 5.-én. Az előadást Mikó András rendezte, a szöveget Róna Frigyes fordította.

## A mű keletkezése
Az angol opera – noha az igény megvolt rá – nehezen született meg, és Purcell után nem is lépett elő senki, aki alkalmas lett volna megteremtésére. Ehelyett az olasz opera lett rendkívül népszerű, elsősorban Händel angliai működése nyomán, sőt a főnemesség és a király támogatásával, az olasz operák előadására létrejött a Royal Academy of Music. Egy idő után azonban – felismerve, hogy az olaszokkal nem tudnak versenyre kelni – az olasz opera lassan inkább a gúnyolódás céltáblájává vált. A közönség számára akadályt jelentett az operák olasz nyelve, ami főleg a recitativók (az opera történetét leginkább ezekből lehetett nyomon követni) esetén jelentett megértésbeli problémát. A kezdeti komoly sikereik után megváltozott a viszony a szerződtetett olasz sztár-énekesekkel is: egyre inkább nagyképűnek és túlfizetettnek tartották őket. Így született meg – mintegy válaszként – a ballad opera, a jellegzetes angol operaszatíra (Matthew Boyden „elfajzott műfaj”-nak nevezi). Ennek a legjobb példája John Gay The Beggar’s Opera című műve. Gay költő, műfordító, a londoni szellemi élet fontos alakja volt, aki baráti kapcsolatot ápolt Alexander Pope-pal, Jonathan Swifttel és Georg Friedrich Händellel. Az Acis és Galathea című opera szövegkönyvét ő írta Händel számára, ezek után ironikus, hogy éppen ő, a Koldusoperával tette lassan anyagilag is tönkre Händel operavállalkozását.
A Koldusopera megszületése valószínűleg Swiftnek köszönhető, aki már egy 1715-ben írt levelében felhívta Gay figyelmét egy ilyen témára: „érdekes és különleges dolog lenne egy pasztorált írni, amely a Newgate börtönben játszódik”. 1724 újabb olyan dátum, ami fontos szerepet játszott a darab megszületésében. Egy útonállót, bizonyos Jack Sheperdet az ellene valló Jonathan Wild vallomása alapján kötél általi halálra ítéltek, de a tanúskodót még a tárgyaláson leszúrták. Ennek hatására írta meg Gay a Newgate’s Garlandot, majd rövidesen nekiállt a Koldusoperának, de csak 1728-ban, közvetlenül a bemutató előtt készült el vele. A darabhoz különböző népszerű dallamokat szedett össze, Gay ugyanis zeneileg egyáltalán nem volt képzetlen: jól ismerte a népi balladákat, játszott fuvolán, és „rendelkezett zenei írás-olvasási tudással”. A nyitány megírására és a hangszerelés elkészítésére mindazonáltal John Christopher Pepusch, német születésű zeneszerzőt kérte meg. A darabot 1728 elején mutatták be.
Gay Koldusoperája több indíttatásból született. Az egyik ok az volt, hogy el akart szakadni a korabeli, elsősorban Händel nevével fémjelzett olasz opera fennkölt és magasztos témaválasztásától. Ezek az operák királyok, mitológiai alakok és istenek körében játszódtak, ami a nézők számára esztétikai élményt jelentett, de mindennek a való világhoz nem sok köze volt. Ráadásul ez a közönség elsősorban a kiválasztottak közül került ki, mert az operák kiállítása, a sztár-alapú szereplőválogatás, a pazar színpadkép és a különleges színpadi effektusok mind drágává tettek egy-egy ilyen előadást, és a jegyek ára is ehhez igazodott. Még egy ok: az operák olasz nyelvűek voltak, ami a közönség jelentős része számára megnehezítette a történetek megértését. Ugyancsak érthetetlennek számítottak az operák gyakran logikátlan, furcsa befejezései. Nem tetszett a londoniaknak az sem, hogy a szerződtetett olasz sztárok, az Európa-szerte ünnepelt kasztrált énekesek és primadonnák lenézték az angol közönséget, és körükből sok-sok civódásról, ellenségeskedésről lehetett hallani. Ezek megjelenítésére Gay külön figyelmet fordított, a Faustina Bordoni és Francesca Cuzzoni közötti rivalizálást – amit széles terjedelemben tárgyalt a sajtó – Polly és Lucy viszályával jelképezte. A darab befejezése kifejezetten a klasszikus operák befejezését figurázza ki: a Koldusopera happy enddel zárul: az elítélt Macheath-t a Színész és a Koldus – mintegy a közönség véleményét kikérve – az utolsó pillanatban felmenti, és a gyászos vég helyett énekes-táncos mulatsággal zárul az opera.
A darab születésének, a gay-i szatírának másik célpontjai a korabeli politikai élet vezető politikusai voltak. A Koldusopera szereplői nem egyszerűen bűnözők voltak, hanem alakjuk alkalmas volt az államot vezető osztály kigúnyolására, akik nem csupán egy-egy embert lopnak meg, hanem egy egész országot. Külön céltáblát jelentett Gay számára Robert Walpole miniszterelnök, akinek a kigúnyolására Lockit személyét választotta ki. A korabeli nézők számára ugyanilyen nyilvánvaló volt a Peachum – Jonathan Wild megfelelés is. Wild volt az a – saját korában népszerű – bűnöző, akit röviddel a Koldusopera megírása előtt végeztek ki, ezzel közvetlen lökést adva a darab megírásához.

## Szereplők
- Peachum, kerítő és rablók futtatója
- Lockit, börtönfelügyelő
- Macheath kapitány, rablóvezér
- Filch, Peachumék szolgája
- Macheath bandája:
  - Jemmy Twitcher
  - Crook-Finger'd Jack
  - Wat Dreary
  - Robin of Bagshot
  - Nimming Ned (nimming=tolvaj)
  - Harry Padington
  - Matt of the Mint
  - Ben Budge
- Koldus
- Színész
- Mrs. Peachum
- Polly Peachum, Peachumék lánya
- Lucy Lockit, a börtönfelügyelő lánya
- Diana Trapes
- Nők a városból:
  - Dolly Trull (trull=prostituált)
  - Mrs. Vixen
  - Betty Doxy (doxy=kurva)
  - Jenny Diver
  - Mrs. Slammekin
  - Sukey Tawdrey
  - Molly Brazen (brazen=szemtelen)
- Börtönőr
- Rendőr

## Cselekmény

### Első felvonás
A Koldus és a Színész engedélyt kér, hogy egy „bármilyen stílusú operát” előadhassanak. Elhangzik a nyitány, majd Peachum házában vagyunk, ahol a házigazda éppen a kalandjairól beszél feleségének. Felmerül bennük, hogy Macheath, az általuk futtatott rablóbanda vezére megkörnyékezte lányukat, Pollyt. A lány be is vallja, hogy kölcsönösen szeretik egymást, de ígéretet tesz, hogy megtartja szüzességét. Később mégis kiderül, hogy Polly és Macheath már össze is házasodott, hiába beszéltek a szülők. Megérkezik Macheath, és Polly azt kéri tőle, gyorsan meneküljön apja bosszúja elől.

### Második felvonás
Macheath a kocsmába megy, ahol a bandája tagjaival találkozik, és terveiket szövögetik. Megérkezik Peachum egy rendőrrel, aki letartóztatja a rablóvezért, és a Newgate börtönbe viszi. Mr. Lockit, a börtönfelügyelő kezei közé kerül, akinek korábban a lányát, Lucyt is elcsábította. A rabló megígéri, hogy elveszi a lányt, ha kiszabadulhat a börtönből. El is indul a lánnyal, hogy a házasságkötéshez megkeressék a börtön lelkészét. Közben Peachum és Lockit azon vitázik, hogyan osztozzanak meg a jutalmon, még össze is verekednek, végül a közös érdek felismerése győzedelmeskedik. Macheath és Lucy összefut a szerelmes Pollyval, aki a börtönbe is követné férjét. A két nő természetesen megtépi egymást, csak Peachum tudja őket szétválasztani. Macheath és Lucy távoznak.

### Harmadik felvonás
Lockit a lányával veszekszik, miközben a rablóvezér a társaival találkozik. Itt felismerik, és üzennek Peachumért. Lucy mérget önt Lucy poharába, de a gyilkosság nem sikerül, mert a poharat kiejti a kezéből, amikor értesül Macheath elfogásáról. Az útonálló a börtönben ivással próbál halálfélelmén felülkerekedni, és – pajzán megjegyzések közben – eszébe jutnak korábbi barátnői, akik négy gyermekkel ajándékozták meg. „Ez már túl sok!” – kiált fel, és a Színész, egyetértése jeléül kéri a Koldust, akadályozza meg Macheath bitófára kerülését, már csak azért is, hogy hadd legyen jó vége az előadásnak. Így is lesz, Macheath és Lucy egybekel, a Koldus pedig vidám táncra kéri fel a szereplőket.

## Színpadra állítása
John Gay először a Drury Lane-en fekvő színház vezetőjénél, Colley Cibbernél próbálkozott művével, de az elutasította. Szívesen látta viszont John Rich, a Lincoln’s Inn Fielden lévő sikeres színház igazgatója, aki 1728. január 29-én mutatta be a darabot. A mű, szinte berobbanva a korabeli London színházi életébe, azonnal óriási sikert aratott, és még ebben az évben példátlan számú, 62 előadást ért meg. Händel barátja, Mrs. Pendraves is megnézte az előadást, és ezt írta: „Tegnap Händel új operájának próbáján jártam, és bár nagyon tetszik, a város ízlése annyira elzüllött, hogy olcsó bohózatnak kivételével semminek nem fog örülni. A Koldusopera teljes diadalt arat az olasz operák felett”. A darab népszerűsége annyira felfokozott volt, hogy Rich rövidesen felépítette a Covent Gardent, a ma is legnépszerűbbnek számító londoni operaház elődjét. Az előadás híressé tette a fellépő színészeket, például a Polly Peachumot alakító Miss Lavinia Fenton rövid idő alatt a város kedvence lett, és gyakran a saját neve helyett Polly névre kapott verseket és leveleket csodálóitól.
A darab előadásait a kritikusok is pozitívan fogadták, elismerő írások sora született a darabról. Nem véletlen, hogy még jóval az eredeti bemutató után is James Boswell, a 18. század harmadik harmadának hírneves írója ezt írta a mű kapcsán a Samuel Johnson élete című életrajzi könyvében: „Nagy kár volna, ha a Koldusopera feledésbe merülne; annyi minden van benne London igazi arcáról, olyan szellemes és változatos…, hogy nincs színház, amelynek bármely műsorszáma jobban szórakoztatna”.
A Koldusopera népszerűséget kihasználta William Hogarth festő is, aki hat festményt is készített a darab előadásairól.
A siker arra késztette John Gayt, hogy megírja a történet folytatását. 1729-ben Polly címmel akarta előadatni, de az első mű céltáblái, a hatalmon lévő politikusok – élükön Robert Walpole miniszterelnök, aki nem titkoltan Lockit alakját inspirálta – elérték a darab betiltását. A Pollyt végül csak jóval Gay halála után, 1779-ben mutatták be.

## Hatása, feldolgozásai
John Gay azzal, hogy az angol élet mindennapjaiból, annak is legmélyebb bugyraiból választotta műve témáját, egyben a ballad opera műfaj legsikeresebb példájává vált. Ezzel több más mű születését is elősegítette, amelyek mintegy folytatták a műfaj sikerét. Ilyen volt például Robin Hood története 1730-ból, amelynek szerzője nem ismert, John Breval The Rape of Helen (1733) és Henry Carey The Honest Yorkshireman (1735) című darabja, vagy Henry Fielding több műve is.
Jóllehet a politikai aktualitás hamar idejét múlttá vált, Gay humora hosszú időn át fenntartotta műve hatását. A darab iránti, a 20. században megújult érdeklődést Frederic Austin angol bariton 1920-as, a hammersmith-i Lyric Theatre-beli felújítása keltette fel, ami akkora sikerrel futott, hogy összesen 1463 előadást megtartva három évig volt műsoron. Feltehetően emiatt is nyúlt a témához Bertolt Brecht és Kurt Weill, akik Gay történetét felhasználva megírták Die Dreigroschenopere, Háromgarasos opera, azaz a magyar színházi életben Koldusopera címen játszott darabjukat, amit 1928. augusztus 28-án mutattak be Berlinben.
A következő zeneszerző, akit megihletett a téma, Benjamin Britten volt, aki 1948-ban mutatta be The Beggar’s Opera című operáját. A történet és a dallamok egy része az alapműből származik, de Tyrone Guthrie is írt újabb szövegrészeket hozzá. Az operát 1948. május 24-én mutatták be Cambridge-ben, és Macheath-t Peter Pears alakította.
A Koldusoperából 1953-ban film is készült, amit Peter Brook rendezett. A film egyik producere és Macheath alakítója Laurence Olivier volt. Ez volt Olivier egyetlen zenés filmje.

## A zenéről
A darab zenéjét John Gay állította össze, az angol irodalomtörténet ezért az egész művet Gay munkájának tekinti, Pepusch részesedését kisebb jelentőségűnek ítélik. A ballad opera műfajában a hangsúly egyébként is a színdarabon volt, a zenét a közönség körében ismert népszerű dallamok szolgáltatták. A mai megítélés szerint Pepusch szerepe csak annyi volt, hogy számozott basszussal látta el a kiválasztott dallamokat, és megírta a darab – szintén zenei idézeteket tartalmazó – nyitányát. A zenei felépítésre jellemző, hogy recitativókat egyáltalán nem tartalmaz, kizárólag áriákból áll. Gay így írt erről: „Remélem, megbocsátanak nekem, hogy nem tettem az operámat a mai divat szerint tökéletesen természetellenessé, mivelhogy egyetlen recitativót sem tartalmaz”. Az eredeti darab 68 áriát tartalmazott, később, a harmadik kiadásba még bekerült egy újabb ária is. Az áriák között beszélt prózai részek helyezkednek el.
Frank Kidson népdalgyűjtő és zenetudós kimutatta, hogy a Gay által kiválasztott dalok zöme Thompson Orpheus Caledonius című gyűjteményéből, Thomas D’Urfey népdalantológiájából és a broadside ballad-irodalom hatalmas gyűjteményéből, a mintegy 1100 dalt tartalmazó, 1700-ban megjelent Wit and Mirth or Pills to Purge Melancholy-ból származnak. A zenetudomány általában megkülönbözteti a Koldusopera broadside balladákból, illetve az ismert szerzőktől átvett dallamait, amik között azért van némi átfedés. Van idézet például Henry Purcell Tündérkirálynő című semi-operájából, ami minden bizonnyal azért került be a Koldusopera dallamai közé, mert korábban már több tucatnyi street ballad is készült rá, tehát jól ismert volt a nagyközönség előtt. Ugyanezért kerülhetett be az igen népszerű Greensleeves-dallam is. Sajátos tény – különösen a Koldusoperának a Händel-féle operavállalkozásra tett negatív hatását tekintve –, hogy Gay még Händeltől is kölcsönzött dallamot, a Rinaldo című operából.

## Az opera zenei felépítése
| Első felvonás (Peachum háza) - I. kép: Peachum - 1. ária: An old Woman Clothed in Gray… - II. kép: Peachum és Filch - 2. ária: The bonny grey-eye'd Morn… - III. kép: Peachum (monológ) - IV. kép: Peachum és Mrs. Peachum - 3. ária: Cold and Raw… - 4. ária: Why is your faithful Slave disdain'd?… - V. kép: Mrs. Peachum - 5. ária: Of all the simple Things we do… - VI. kép: Mrs. Peachum és Filch - VII. kép: Peachum és Polly - 6. ária: What shall I do to show how much I love her… - VIII. kép: Peachum, Polly és Mrs. Peachum - 7. ária: Oh London is a fine Town - 8. ária: Grim King of the Ghosts… - 9. ária: O Jenny, O Jenny, where hast thou been? - 10. ária: Thomas, I cannot… - IX. kép: Peachum és Mrs. Peachum - 11. ária: A Soldier and a Sailor - X. kép: Mrs. Peachum, Peachum és Polly - 12. ária: Now ponder well, ye Parents dear - 13. ária: Le printemps rappelled aux armes - XI. kép: Mrs. Peachum, Peachum - XII. kép: Polly (monológ) - XIII. kép: Polly és Macheath - 14. ária: Pretty Parrot say - 15. ária: Pray, F** One, be kind - 16. ária: Over the Hills and far away - 17. ária: Gin thou wert mine awn thing - 18. ária: O the Broom… | Második felvonás (Kocsma a Newgate börtön közelében) - I. kép: Jemmy Twitcher, Crook-Fingered Jack, Wat Dreary, Robin of Bagshot, Nimming Ned, Henry Paddington, Matt of the Mint, Ben Budge és a banda többi tagja - 1. ária: Fill every Glass… - II. kép: Gang és Macheath - 2. ária: March in Rinaldo, with Drums and Trumpet - III. kép: Macheath és Drawer - 3. ária: Would you have a Young Virgin… - IV. kép: Macheath, Mrs. Coaxer, Dolly Trull, Mrs. Vixen, Betty Doxy, Jenny Diver, Mrs. Slammekin, Suky Tawdry és Molly Brazen - 4. ária: Cotillon - 5. ária: All in a misty morning… - 6. ária: When once I lay with another Man’s wife… - V. kép: Peachum és Constables - 7. ária: When I first laid Siege to my Chloris… - VI. kép: Nők - VII. kép (Newgate) Lockit, Turnkeys, Macheath, Constables - VIII. kép: Macheath (monológ, ária) - 8. ária: Courtiers, Courtiers think it no harm… - IX. kép: Macheath és Lucy - 9. ária: A lovely Lass to a Friar came… - 10. ária: ’Twas when the Sea was roaring - 11. ária: The Sun had loos’d his weary teams… - X. kép: Peachum és Lockit - 12. ária: How happy are we… - XI. kép: Lockit és Lucy - 13. ária: Of a noble Race was Shenkin - 14. ária: You’ll think e'er many Days ensue - XII. kép: Lucy és Macheath - 15. ária: London Ladies - XIII. kép: Lucy, Macheath és Polly - 16. ária: All in the Downs… - 17. ária: Have you heard of a frolicsome Ditty… - 18. ária: Irish Trot - 19. ária: Cease your Funning - 20. ária: Good-morrow, Gossip Joan - XIV. kép: Lucy, Macheath, Polly és Peachum - 21. ária: Irish Howl - XV. kép: Lucy és Macheath - 22. ária: The Lass of Patie’s Mill… | Harmadik felvonás (Newgate börtön) - I. kép: Lockit és Lucy - 1. ária: If Love’s a sweet Passion… - 2. ária: South Sea Ballad - II. kép: Lockit (monológ és ária) - 3. ária: Packington’s Pond - III. kép: Lockit és Filch - IV. kép: (Játékterem) Macheath, Ben Budge, Matt of the Mint - 4. ária: Lillibullero - V. kép: (Peachum’s lock) Peachum és Lockit - 5. ária: Down in the North Country… - VI. kép: Peachum, Lockit, Mrs. Trapes - 6. ária: A Shepherd Kept Sheep… - VII. kép: (Newgate) Lucy (monológ és ária) - 7. ária: One evening, having lost my way… - VIII. kép: Lucy és Polly - 8. ária: Now Roger, I’ll tell thee, because thou art my son - 9. ária: O Bessy Bell - 10. ária: Would Fate to me Belinda give - 11. ária: Come sweet Lass… - IX. kép: Polly - X. kép: Lucy és Polly - XI. kép: Lockit, Macheath, Peachum, Lucy és Polly - 12. ária: The last time I went o’er the moor - 13. ária: Tom Tinker’s my true love - 14. ária: I am a poor shepherd undone - 15. ária: Ianth the lovely… - 16. ária: Bonny Dundee - XII. kép: Lucy, Polly és Filch - XIII. kép: Macheath - 17. ária: Happy Groves - 18. ária: Of all the Girls that are so smart - 19. ária: Britons - 20. ária: Chevy Chase - 21. ária: To old Sir Sirmon the King - 22. ária: Joy to the great Caesar - 23. ária: There was an old woman - 24. ária: Did you ever hear of a gallant Sailor - 25. ária: Why are mine eyes still flowing - 26. ária: Green Sleeves - XIV. kép: Macheath, Ben Budge, Matt of the Mint - XV. kép: Lucy, Macheath és Polly (nők és gyerekek lépnek be) - 27. ária: All you that must take a leap… - XVI. kép: Belép a Koldus és a Színész - XVII. kép: Mindenki - 28. ária: Lumps of Pudding (tánc) |

## Hangfelvételek
- Mrs. Peachum – Sarah Walker, Peachum – Charles Daniels, Lockit – Richard Jackson, Macheath – Adrian Thompson, Polly Peachum – Brownwen Hills, Lucy Lockit – Anne Dawson. Közreműködik: The Broadside Band, vezényel: Jeremy Barlow. Kiadó: Hyperion.
- Polly – Elsie Morison, Macheath – John Cameron; Monica Sinclair, Ian Wallace, Owen Brannigan. Közreműködik: Pro Arte Orchestra and Chorus, vezényel: Malcom Sargent. Kiadó: CFP, 1995. 2 CD.
- Beggar – Bob Hoskins, Player – Graham Crowden, Peachum – Stratford Johns, Filch – Gary Tibbs, Mrs. Peachum – Patricia Routledge, Polly Peachum – Carol Hall, Macheath – Roger Daltrey, Lockit – Peter Bayliss, Lucy Lockit – Rosemary Ashe. Közreműködik: The English Baroque Soloists, vezényel: John Eliot Gardiner. Kiadó: BBC. DVD.

## Fordítás
- Ez a szócikk részben vagy egészben  a   The Beggar's Opera című angol Wikipédia-szócikk ezen változatának fordításán alapul.  Az eredeti cikk szerkesztőit annak laptörténete sorolja fel. Ez a jelzés csupán a megfogalmazás eredetét és a szerzői jogokat jelzi, nem szolgál a cikkben szereplő információk forrásmegjelöléseként.